# Viscum tenue
Viscum tenue är en sandelträdsväxtart som beskrevs av Adolf Engler. Viscum tenue ingår i släktet mistlar, och familjen sandelträdsväxter. Inga underarter finns listade i Catalogue of Life.